# Ivan Krstitelj Bettini
Ivan Krstitelj Bettini (Makarska, 11. listopada 1816. – Trst, 21. srpnja 1888.), hrvatski liječnik, pionir anesteziologije u Hrvatskoj i svijetu

## Životopis
Bettini se rodio u Makarskoj. U Zadru je maturirao na gimnaziji generacije 1829./1830. U Beču i Padovi studirao je medicinu. Napisao je disertaciju o utjecaju glazbe na fiziologiju živih bića i o njezinoj primjeni u liječenju,(De musices influxu in animali oeconomia ejusque in morbis usu. Dissertatio inauguralis Patavii Ex typis Val. Crescini 1838) napose u liječenju psihičkih poremećaja. Bettini tu nastavlja niz hrvatskih liječnika koji su pisali o terapiji glazbom kao što su Đuro Baglivi i Julije Bajamonti. Zaposlio se u Zadru gdje je bio općinski liječnik te primarni liječnik bolnice, zatvorski liječnik i sanitarni inspektor. 13. ožujka 1847. napravio je pionirski zahvat na polju anesteziologije u Hrvatskoj ali i u svijetu. Izveo je prvu etersku narkozu u hrvatskoj medicini, niti 5 mjeseci nakon što je ta metoda prvi put primijenjena u svijetu. William Thomas Green Morton u Općoj bolnici Massachusetts u Bostonu prvi je javno demonstrirao uporabu etera za narkozu 16. listopada 1846., dva – tri mjeseca poslije to je napravljeno u Londonu, Parizu i Beču, a u Zadru su kirurzi Cezar Pellegrini-Danieli, Jerolim Definis i Toma Fumegallo, uz pomoć Ivana Krstitelja Bettinija operirali eterskom narkozom osamdesetogodišnju ženu. Unutar pet sljedećih mjeseci epohalni svjetski trend slijedili su Dubrovnik, Split i Sisak. Narkozu je prvo pokusno izveo na psu, a poslije i na zdravom čovjeku. Bettini i njegov zadarski kolega dr Toma Fumegallo bili su pioniri metode narkoze eterom u Hrvatskoj, čime su ohrabrili svoje suvremenike koji su bili sumnjičavi prema uspješnosti i potrebe ove metode.  Od 1854. boravi u Trstu nakon što je zbog političkih razloga općinsko poglavarstvo u Zadru odbilo njegov reizbor. U Trstu radi kao privatni liječnik i postao je član Zemaljskog zdravstvenog vijeća.